# Cryptandra
Cryptandra es un género de arbustos de la familia Rhamnaceae.

## Taxonomía
Cryptandra fue descrita por James Edward Smith y publicado en Transactions of the Linnean Society of London 4: 217, en el año 1798. La especie tipo es: Cryptandra ericoides Sm. 

## Especies
| - C. alpina - C. amara - C. a var. amara - C. a var. floribunda - C. apetala - C. arbutiflora - C. aridocola - C. armata - C. ciliata - C. coronata - C. debilis - C. ericoides - C. filiformes - C. gemmata | - C. glabriflora - C. gracilipes - C. grandiflora - C. hispidula - C. humilis - C. intratropica - C. lanosiflora - C. leucopogon - C. longistaminea - C. mutila - C. myriantha - C. nudiflora - C. nutans - C. orbicularis | - C. parvifolia - C. petraea - C. pogonoloba - C. polyclada - C. propinqua - C. pumila - C. pungens - C. recurva - C. rigida - C. scoparia - C. spinescens - C. spyridioides - C. tomentosa - C. tubulosa - C. waterhouse |